# جهمية
الجهمية أو المُعَطِّلَة هي فرقةٌ كلاميَّة تنتسب إلى الإسلام. وهي إحدى فرق غلاة المُرجئة التي ظهرت ردًا على الخوارج الذين يكفرون بالذنوب، ظهرت في الربع الأول من القرن الهجري الثاني على يد مؤسسها الجهم بن صفوان الترمذي، وهو من الجبرية الخالصة، ظهرت دعوته بترمذ، وقتله سلم بن أحوز المازني بمرو في آخر ملك بني أمية. وافق المعتزلة في نفي الصفات الأزلية.

## التأسيس
ولد الجهم بن صفوان في الكوفة ونشأ فيها، وهناك صحب الجعد بن درهم بعد قدومه إلى الكوفة هارباً من دمشق وتأثر بتعاليمه. وبعد مقتل الجعد بن درهم على يد خالد بن عبد الله القسري عام 105هـ واصل الجهم نشر أفكاره وصار له أتباع إلى أن تم نفيه إلى ترمذ في خراسان.
و في ترمذ أخذ بنشر مذهبه، فانتشر في مدن خراسان، وخاصة في بلخ وترمذ. وقد قتل الجهم بن صفوان عام 128هـ بعد اشتراكه مع الحارث بن سريج التميمي في الثورة على الدولة الأموية.

## المعتقدات
1. تنزيه الله ونفي التشبيه وتأويل الآيات التي تشعر بالتشبيه، كيد الله ووجهه سبحانه وتعالى. ومن الصفات التي أولوها صفة الكلام، فكانوا يقولون إن كلام الله إنما هو داخل نفسه – سبحانه وتعالى – وترتب على ذلك القول بخلق القرآن، كما نفوا رؤية الله في الآخرة واحتجوا بقوله تعالى: { لا تدركه الأبصار }، وقالوا بأن طبيعة الإله أعلى من أن ترى بالأبصار البشرية.
2. نفي صفات الله الأزلية، كالقدرة والإرادة والعلم، وقالوا بأن هذه الصفات هي عين ذاته، وليست مستقلة عنه؛ أي أنه ليس قادراً بقدرة غير ذاته، وليس مريداً بإرادة غير ذاته، وليس عالماً بعلم غير ذاته..
3. الإنسان لا يوصف بالاستطاعة على الفعل، بل هو مجبور بما يخلقه الله من الأفعال مثل ما يخلقه في سائر الجمادات، ونسبة الفعل إليه إنما هو بطريق المجاز كما يقال جرى الماء وطلعت الشمس وتغيَّمت السماء.. إلى غير ذلك، وبسبب هذه النقطة يعدون من الجبرية.
4. الإيمان عقدٌ بالقلب وإن تلفظ الشخص بالكفر، وأن الإيمان لا يضر معه شيء، وبسبب هذه النقطة يعدون من المرجئة.
5. أن الله موجود بالأمكنة كلها، فقد أخرج ابن خزيمة في التوحيد بسنده أن الجهم بن صفوان كان يوماً على جسر ترمذ فقيل له: صف لنا ربك، فدخل البيت لا يخرج، ثم خرج بعد أيام فقال: هو هذا الهواء مع كل شيء وفي كل شيء ولا يخلو منه شيء.
6. القول بفناء الجنة والنار، حيث قالو أنه لا يتصور حركات لا تتناهى أولاً فكذلك لا يتصوَّر حركاتٌ لا تتناهى آخراً، وحملوا قوله تعالى: { خالدين فيها أبداً } على المبالغة، واستدل الجهم بن صفوان على الانقطاع بقوله تعالى: { إلا ما شاء ربك }، وقال: ((ولو كان مؤبداً بلا انقطاع لما استثنى)).

## الرد عليهم
- رد أهل السنة على نفيهم صفات الله الأزلية، وتأويلهم للصفات التي تشعر بالتشبيه، فقالوا: بأنه يجب الإيمان بما جاء في القرآن والسنة وما كان عليه الصحابة ومن بعدهم من الإيمان بالصفات على الحقيقة من غير تحريف ولا تكييف ولا تمثيل ولا تشبيه.
- رد أهل السنة على قولهم بأن (الإيمان لا تضر معه معصية) فيما يعرف بقاعدة الإيمان يزيد وينقص، فقالوا: بأن الإيمان يزيد بالطاعة وينقص بالمعصية.
- رد أهل السنة على قولهم بأن (الله موجود في الأمكنة كلها)، بأنه ثبت في القرآن والسنة أن الله فوق السماء واستدلوا بقول الله تعالى (الرحمن على العرش استوى) وقوله (وهو القاهر فوق عباده) وقوله (أأمنتم من في السماء أن يخسف بكم الأرض) وقول النبي صلى الله عليه وسلم للجارية (أين الله؟) فقالت في السماء فقال (من أنا؟) فقالت أنت رسول الله فقال (أعتقها فإنها مؤمنة)
- وأما قولهم بفناء الجنة والنار، فقد اعتُبر مخالفاً لصريح القرآن والأحاديث.

## الكتب المؤلفة في الرد على الجهمية
الكتب التي ألفت في الرد على الجهمية كثيرة جداً منها:
- الرد على الزنادقة والجهمية، تأليف: أحمد بن حنبل
- الرد على الجهمية، تأليف: عبد الله بن محمد الجعفي البخاري المتوفى 229هـ.
- الرد على الزنادقة والجهمية، تأليف: عبد العزيز بن يحيى الكناني المتوفى 240هـ.
- الرد على الجهمية، تأليف: محمد بن أسلم الطوسي المتوفى 242هـ.
- خلق أفعال العباد والرد على الجهمية، تأليف محمد بن إسماعيل البخاري صاحب صحيح البخاري المتوفى 256هـ.
- الرد على اللفظية، تأليف: محمد بن أحمد بن حفص بن الزبرقان المتوفى 264هـ.
- السنة والرد على الجهمية، تأليف: الأثرم أحمد بن محمد بن هانئ المتوفى 273هـ.
- مصنف في مسألة اللفظ، أحمد بن محمد بن الحجاج المروزي المتوفى 275هـ، وهو من تلامذة أحمد بن حنبل.
- الاختلاف في اللفظ والرد على الجهمية والمشبهة، تأليف:ابن قتيبة الدينوري المتوفى 276هـ.
- الرد على الجهمية، تأليف: عثمان بن سعيد الدارمي المتوفى 280هـ.
- الصفات والرد على الجهمية، تأليف: نُعيم بن حماد الخُزاعي المتوفى 282هـ.
- الرد على الجهمية، تأليف: الحكم بن معبد الخزاعي، المتوفى 295هـ.
- الرد على الجهمية، تأليف اللغوي: إبراهيم بن محمد بن عرفة المشهور بنفطويه المتوفى 323هـ.
- الرد على الجهمية، تأليف: عبد الرحمن بن أبي حاتم الرازي المتوفى 327هـ.
- الرد على من يقول أن القرآن مخلوق، تأليف: أحمد بن سلمان النجاد المتوفى 348هـ.
- الرد على الجهمية، تأليف: محمد بن إسحاق بن منده المتوفى 395هـ.
- الرد على اللفظية، تأليف: ابن منده
- بيان تلبيس الجهمية، تأليف: ابن تيمية المتوفى 728هـ.
- اجتماع الجيوش الإسلامية على غزو المعطلة والجهمية، تأليف: ابن قيم الجوزية المتوفى 751هـ.
- الصواعق المرسلة على الجهمية والمعطلة، تأليف: ابن قيم الجوزية المتوفى 751هـ.

وغيرها من الكتب الكثير

## الانحسار
استمرت الجهمية بعد مقتل الجهم بن صفوان عام 128هـ، ولكن مع بداية القرن الثالث بدأت بالانحسار. ويرى بعض العلماء والمؤرخين أن الجهمية لم تنته فعلاً، فقد جاء بعدهم من وافقهم في بعض معتقداتهم. فقد وافقهم المعتزلة في نفيهم بعض صفات الله الأزلية، وتأويلهم للصفات التي تشعر بالتشبيه، وقولهم بأن القرآن مخلوق، ونفيهم رؤية الله في الآخرة.
[بحاجة لدقة أكثر]

## وصلات خارجية
- : كتاب الرد على الجهمية للدارمي
- الرد على الجهمية
- : فصل في ذكر كلام الجهمية، من مجموع الفتاوى لابن تيمية
- : كتاب اجتماع الجيوش الإسلامية على غزو المعطلة والجهمية لابن القيم